# Кулук-Добо
Кулук-Добо (кирг. Күлүк-Дөбө) — село в Аксыйском районе Джалал-Абадской области Кыргызстана. Административно подчинено администрации города Кербен.

## География
Село расположено в южной части области, вблизи государственной границы с Узбекистаном, на расстоянии приблизительно 2 километров (по прямой) к северо-востоку от города Кербен, административного центра района. Абсолютная высота — 1346 метров над уровнем моря.

## Население
Согласно оценочным данным Национального статистического комитета Кыргызской Республики, численность населения села на начало 2023 года составляла 2595 человек.
| год     | 2009 | 2014 | 2015 | 2020 | 2021 | 2023 |
| ------- | ---- | ---- | ---- | ---- | ---- | ---- |
| человек | 2179 | 2777 | 2665 | 2771 | 3424 | 2595 |